# Pedro Miotta (Metro de Lima y Callao)
Pedro Miotta es la última futura estación de la Línea 3 del Metro de Lima y Callao en Perú. Será construida de manera subterránea en el distrito de San Juan de Miraflores, en la avenida Pedro Miotta.